# Centeterus confector
Centeterus confector är en stekelart som först beskrevs av Johann Ludwig Christian Gravenhorst 1829.  Centeterus confector ingår i släktet Centeterus och familjen brokparasitsteklar. Arten är reproducerande i Sverige. Inga underarter finns listade.